# Runddysse von Stursbøl

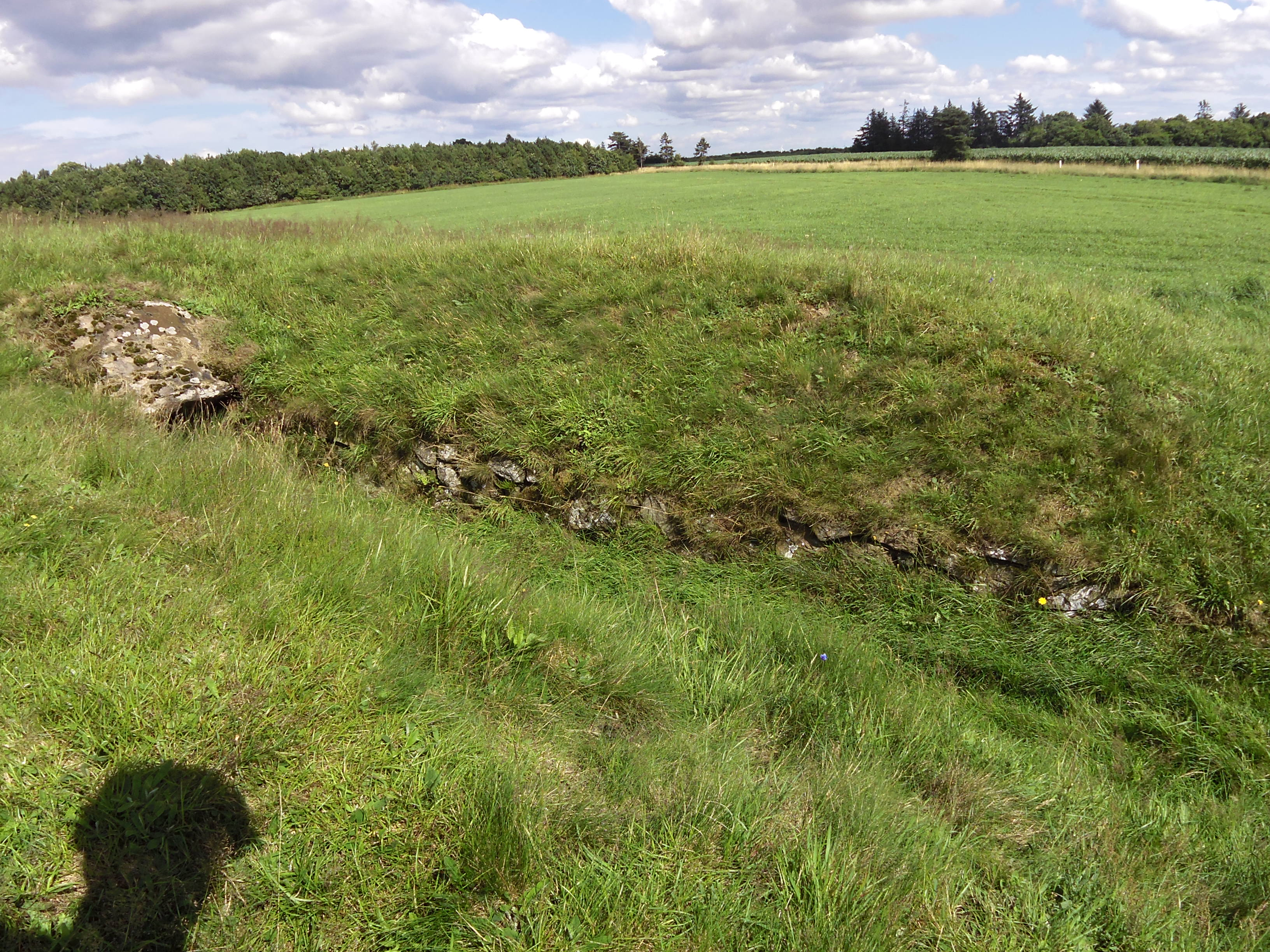
Stursbøl

Der 1956 restaurierte Runddysse von Stursbøl (auch Runddysse 1 von Stursbøl) liegt in einem ovalen Erdhügel südlich der Stursbøl Plantage, nahe dem Øster Lindevej, nordöstlich von Mojbøl bei Haderslev in der Region Syddanmark, in Jütland in Dänemark. Es ist eine zwischen 3500 und 2800 v. Chr. entstandene Megalithanlage der Trichterbecherkultur (TBK).

## Beschreibung
Der etwa 2,8 m hohe ovale Hügel von etwa 19,0 auf 15,0 m bedeckt eine rechteckige Kammer aus fünf Tragsteinen (1 im Nordosten, je 2 im Nordwesten und Südosten) und einem großen Deckstein. Ein nur am Ende gedeckter Gang führt von Südwesten in die Kammer des guterhaltenen Ganggrabes. Die Tragsteine sind fast ohne Zwischenmauerwerk aneinander gepasst.

Runddysse von Stursbøl
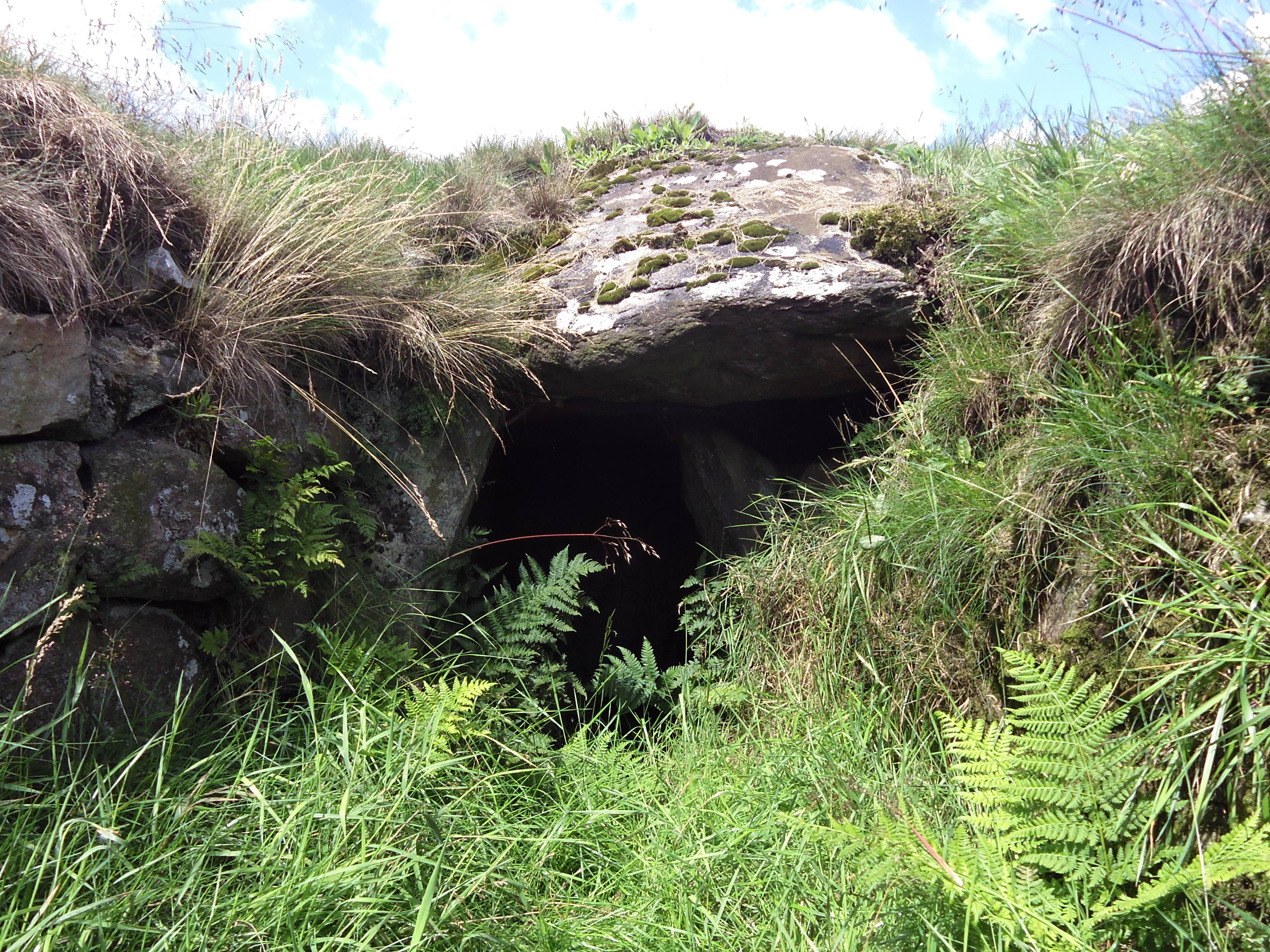
Zugang von außen
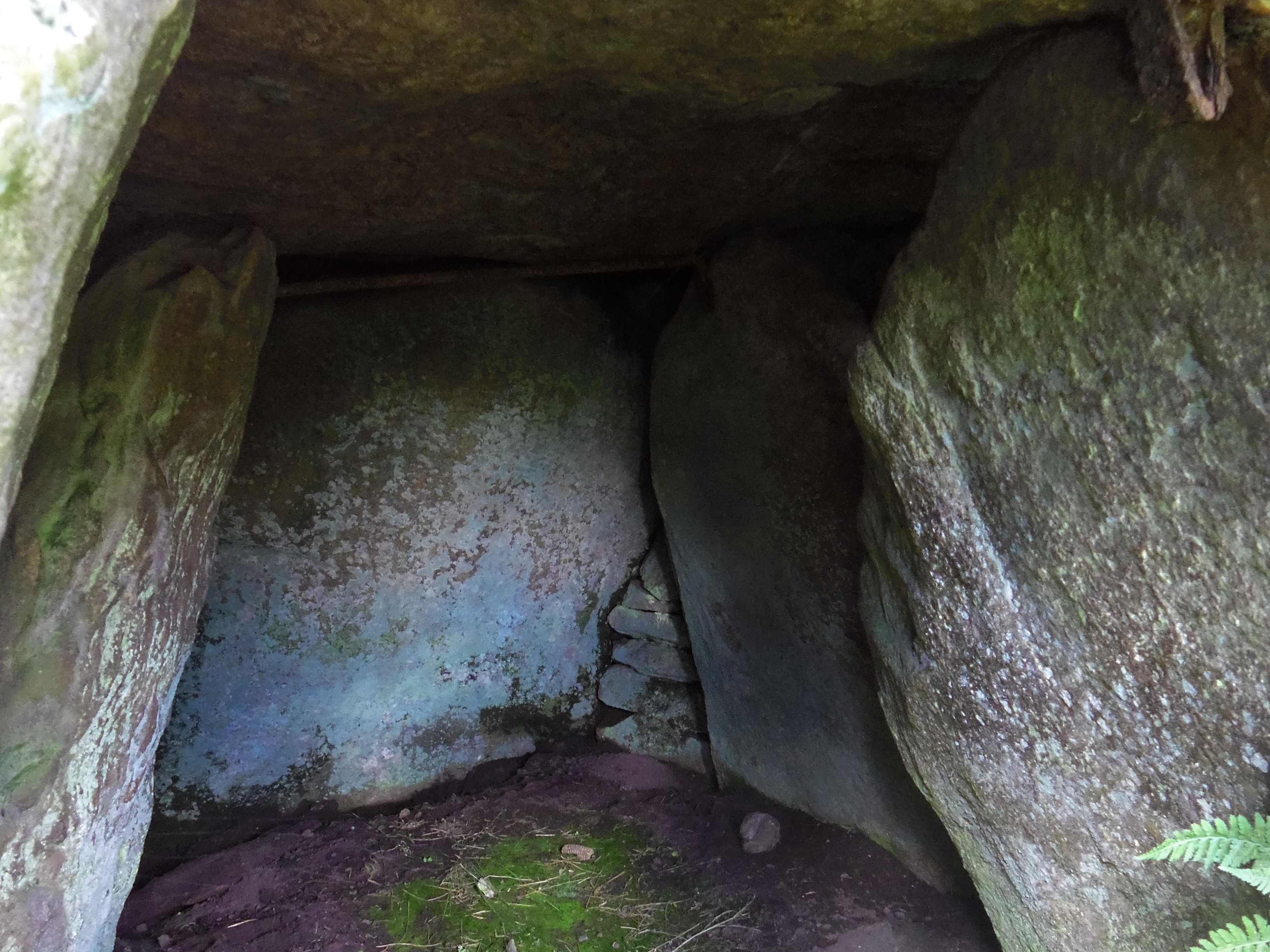
Endstein
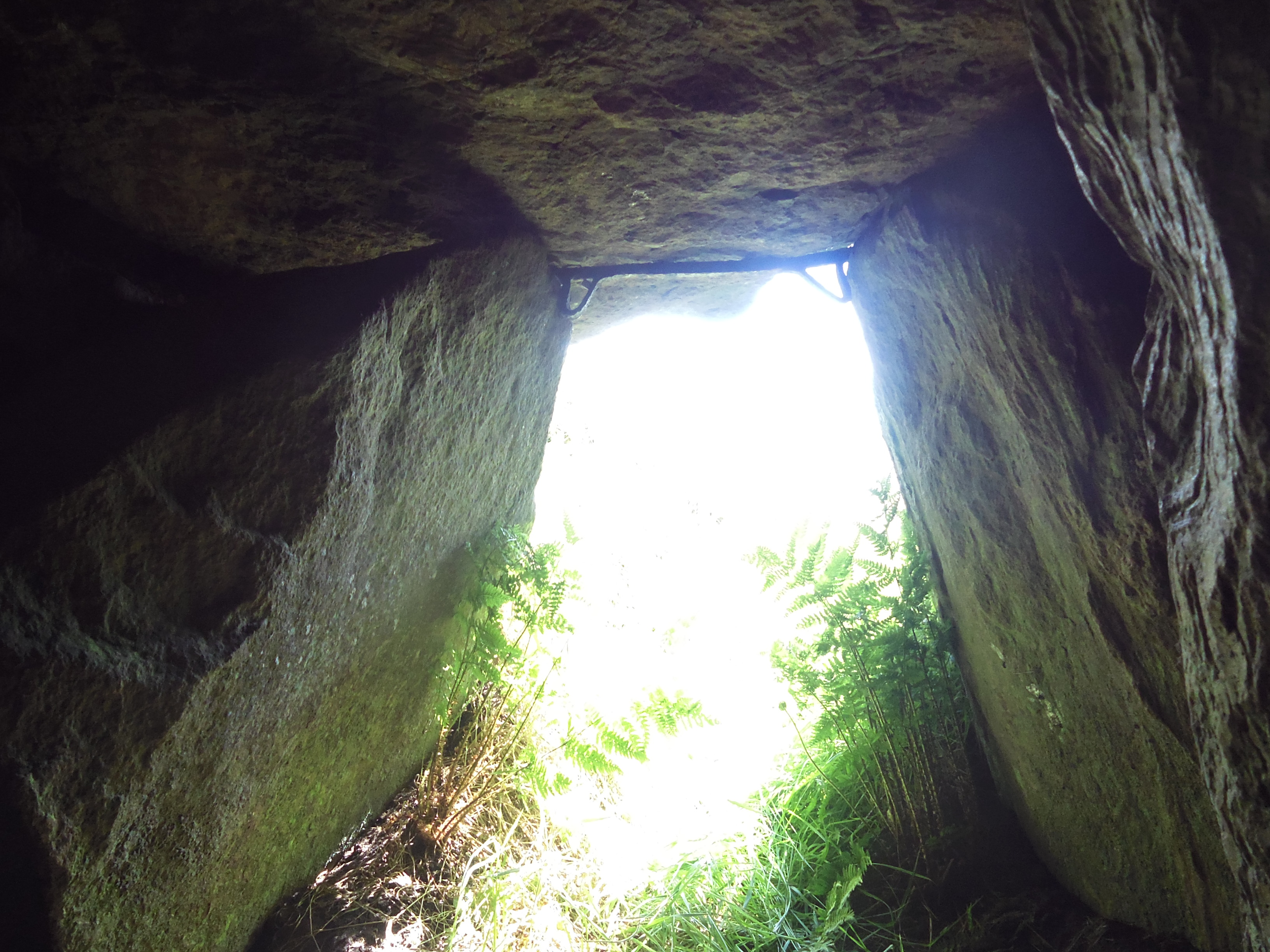
Zugang von innen mit Stahlstütze
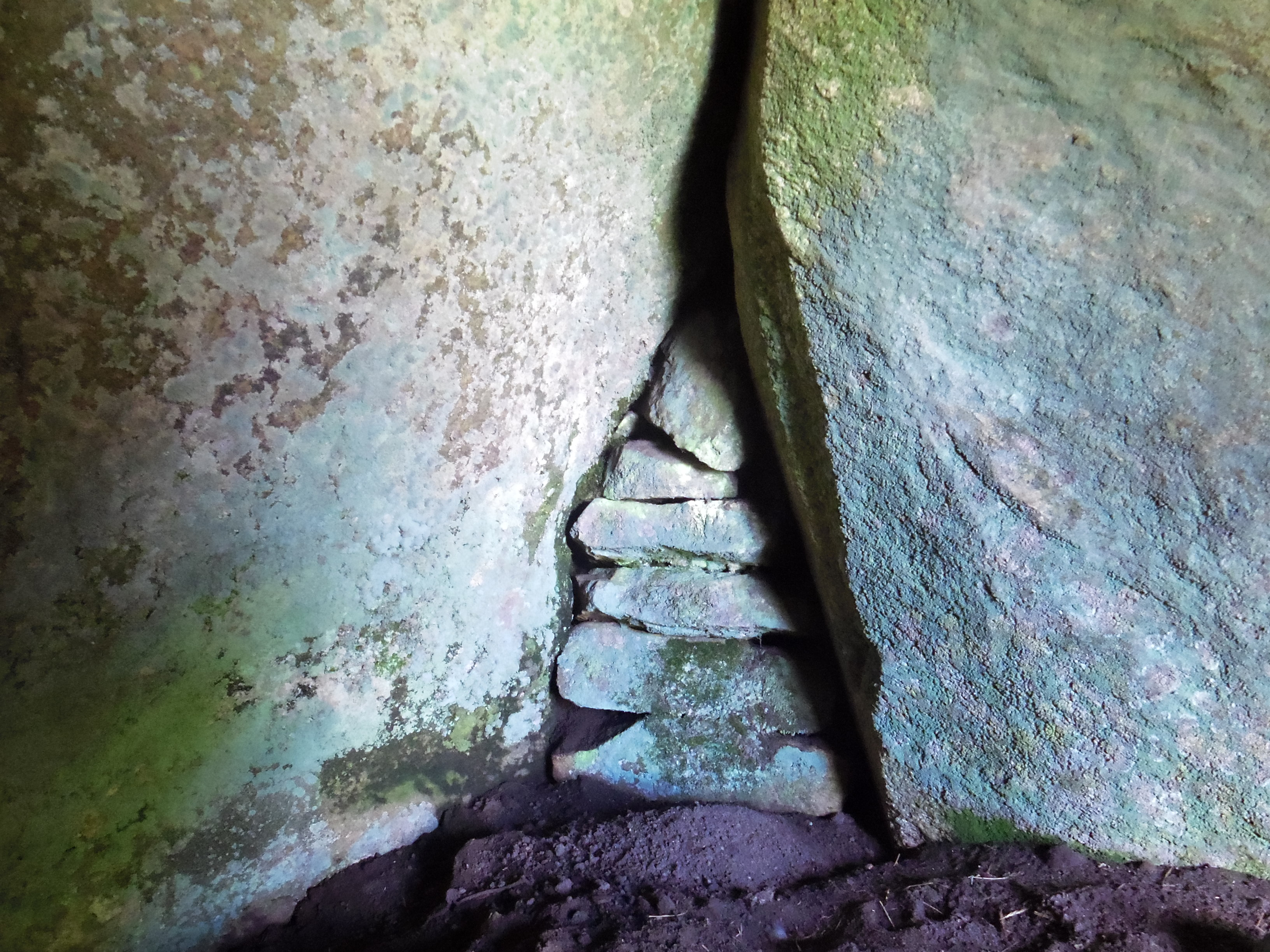
Zwischenmauerwerk

In der Nähe liegen der Stursbøl Kæmpeknolde, der Runddysse Stursbøl 2 und der Langdysse Stursbøl.